# Blechroneromia pauliani
Blechroneromia pauliani là một loài bướm đêm trong họ Geometridae.